# Dolichozuch
Dolichozuch (Dolichosuchus cristatus) – dwunożny, mięsożerny dinozaur z grupy celofyzoidów (Coelophysoidea); jego nazwa oznacza długi jaszczur.
Żył w okresie późnego triasu (ok. 218-211 mln lat temu) na terenach współczesnej Europy. Długość ciała ok. 5 m, wysokość ok. 2 m, masa ok. 300 kg. Jego szczątki znaleziono w Niemczech.